# 케이시 콜비
케이시 콜비(영어: Casey Colby, 1974년 11월 4일 ~ )는 미국의 스키 점프 선수이다. 1998년에 일본 나가노에서 열린 동계 올림픽에 미국 국가대표로 참가하였다.

## 생애
뉴욕주의 레이크플레시드 출신으로 1994년에 미국 국가대표로 발탁되어 대륙간 컵 등의 대회에 미국을 대표하여 참가하였다. 이 시기에 미국 올림픽 위원회에서 훈련을 받았으며, 1996년에 미국 월드컵 국가대표로 발탁되어 그 해 2월 17일에 미국 미시간주 아이언마운틴에서 열린 자신의 첫 월드컵에 참가하여 라지힐 경기에서 54위를 기록했고, 다음 날에 열린 또 다른 라지힐 경기에서 46위를 기록하였다. 이후 그 해 3월에 노르웨이 오슬로에서 열린 월드컵에서 11위에 올랐다.
1998년에 올림픽 국가대표로 발탁되었고, 일본 나가노에서 열린 동계 올림픽에 참가하여 노멀힐 개인전에서 42위를 기록하였고, 라지힐 개인전에서 30위를 기록하였다. 이후 마이크 코일러, 앨런 앨본, 랜디 웨버와 함께 라지힐 단체전에도 참가하여 12위를 기록하였다.
올림픽 이후인 1998년 3월 11일에는 스웨덴 팔룬에서 열린 월드컵에 참가하여 라지힐 종목에서 22위를 기록하였다. 그 이후의 시즌 경기에는 참가하지 않았으며, 1997-1998년 FIS 월드컵 시즌에 총 13점을 기록하여 전체 75위에 올랐다. 이후 2002년에 잠깐 대륙간 컵 국가대표로서 미국 위스콘신주 웨스트비에서 열린 대륙간 컵에 참가하여 1월 26일 라지힐 경기에서 19위, 1월 27일 라지힐 경기에서 21위를 기록하였고 그 후에 은퇴했다.
2008년에 미국 스키 명예의 전당에 헌액되었다.